# Muzeum Historyczne Skierniewic im. Jana Olszewskiego
Muzeum Historyczne Skierniewic im. Jana Olszewskiego – muzeum znajdujące się w Skierniewicach.
Muzeum powstało z przekształcenia Izby Historii Skierniewic. Zostało otwarte 6 października 2018 roku i znajduje się w zabytkowym budynku należąca dawniej do historycznego zespołu koszar armii rosyjskiej. Budynek został zbudowany w 1890 roku wg projektu Aleksandra Woyde.
W muzeum są wystawy historyczne, militarne, archeologiczne, etnograficzne, techniczne, biograficzne, martyrologiczne, przyrodnicze oraz sztuki.
Instytucja zajmuje się upowszechnianiem i ochroną dziedzictwa kulturowego oraz historycznego Skierniewic i okolic.

## Galeria

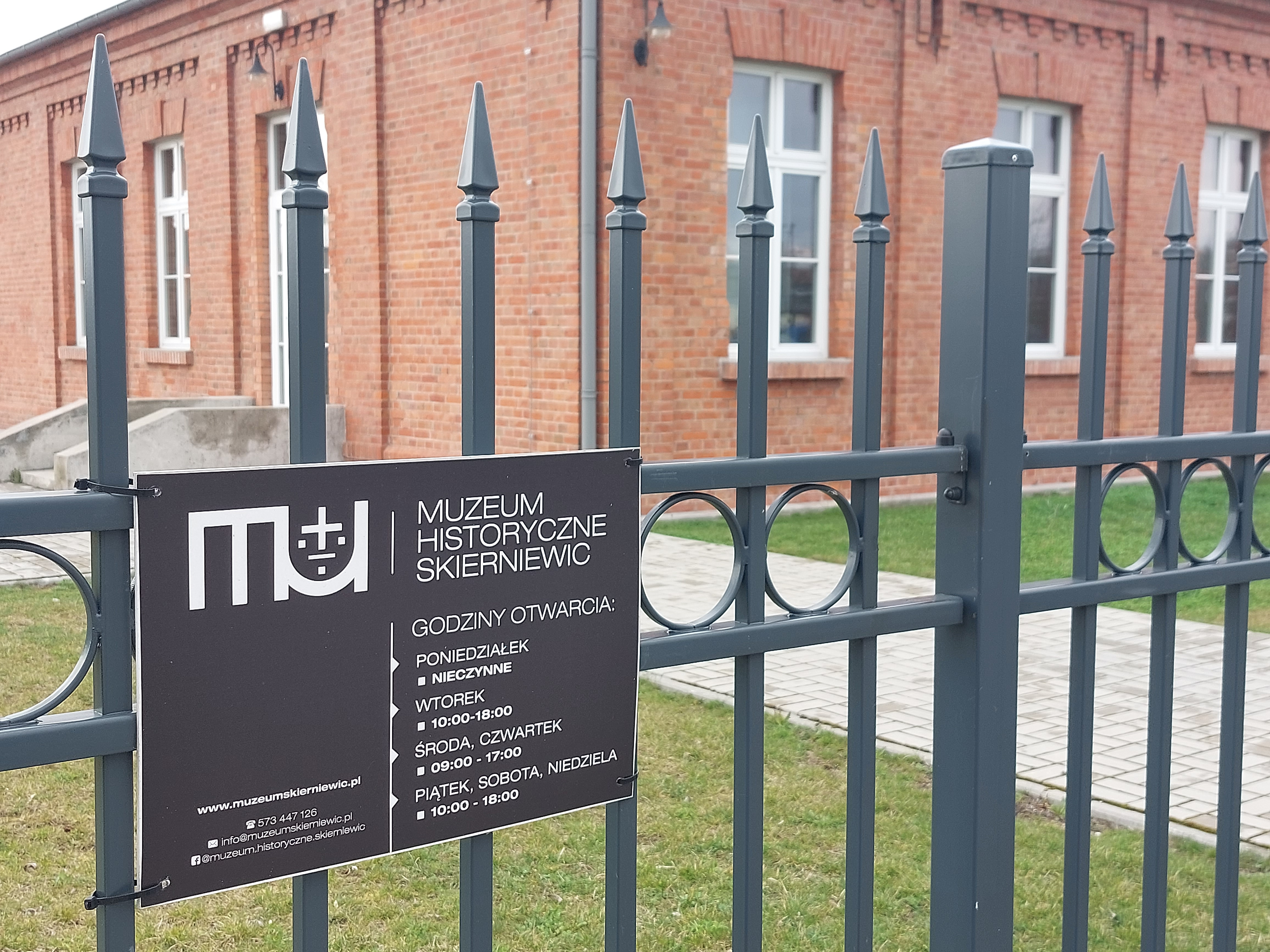
Tablica informacyjna
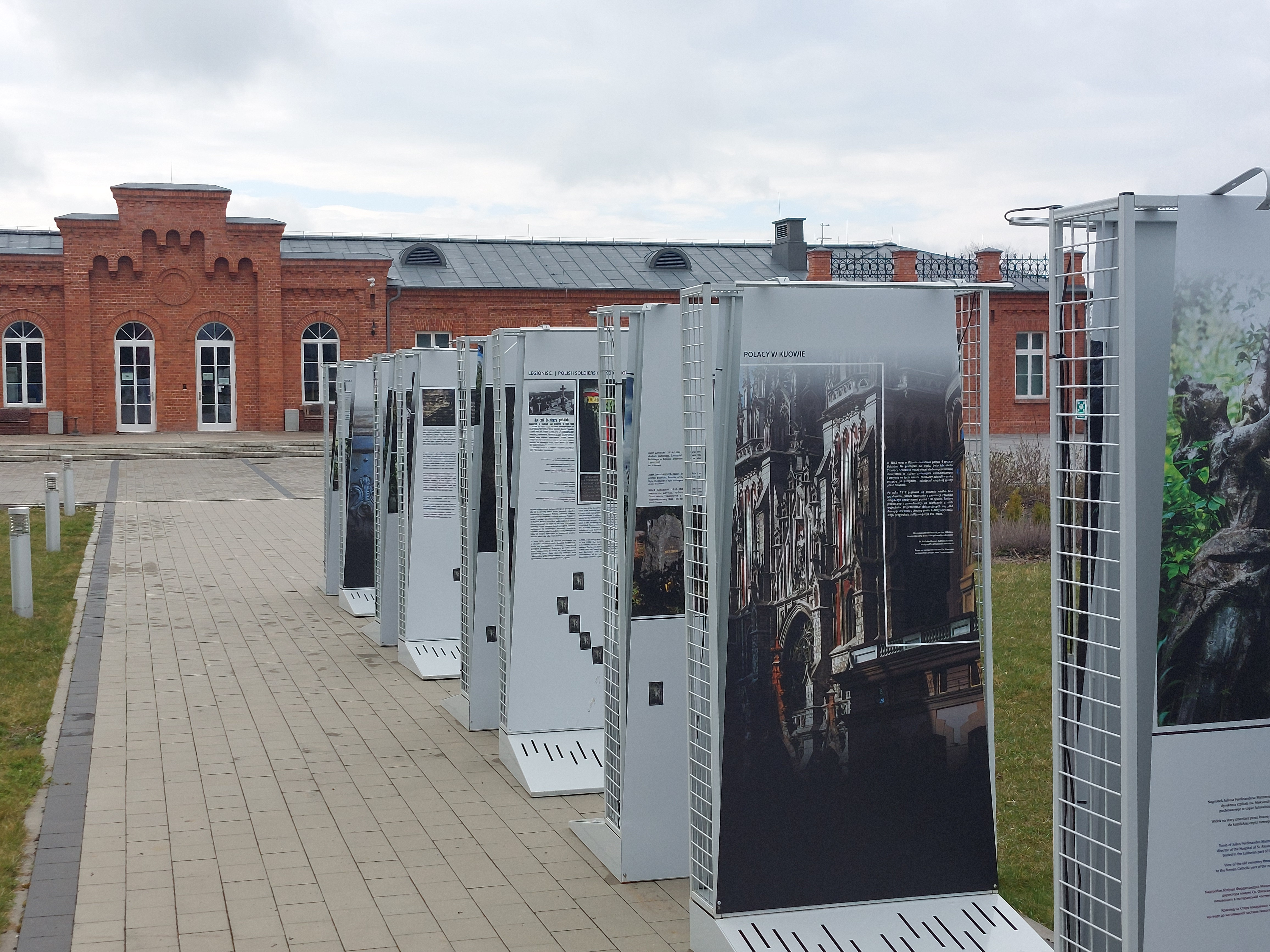
Wystawa przed budynkiem Muzeum